# Saucats (Gironde)
Pour les articles homonymes, voir Saucats.
Saucats /sokat͡s/ est une commune du Sud-Ouest de la France, située dans le département de la Gironde, en région Nouvelle-Aquitaine.
Elle fait partie du Canton de La Brède et de la Communauté de Communes de Montesquieu.

## Géographie

### Localisation
Commune de l'aire d'attraction de Bordeaux, Saucats est située sur le Saucats dans les Landes de Bordeaux, en Haute-Lande-Girondine, et dans le vignoble des Graves à 30 km au sud de l'agglomération bordelaise sur la route nationale 651. Elle fait partie du canton de La Brède et de la communauté de communes de Montesquieu.
- Communes les plus proches (à vol d'oiseau) :
  - Cabanac-et-Villagrains : 6,15 km
  - La Brède : 6,25 km
  - Saint-Morillon : 7,44 km
  - Martillac : 8,03 km
  - Léognan : 8,55 km

### Communes limitrophes
Les communes limitrophes en sont Léognan au nord, La Brède au nord-est, Saint-Morillon à l'est, Cabanac-et-Villagrains au sud-est, Saint-Magne au sud, Le Barp dans un grand ouest-sud-ouest et Cestas au nord-ouest.
| Cestas  | Léognan     | La Brède               |
| Le Barp | Saucats     | Saint-Morillon         |
|         | Saint-Magne | Cabanac-et-Villagrains |

### Climat
Pour des articles plus généraux, voir Climat de la Nouvelle-Aquitaine et Climat de la Gironde.
Historiquement, la commune est exposée à un climat océanique aquitain.
En 2020, Météo-France publie une typologie des climats de la France métropolitaine dans laquelle la commune est exposée à un climat océanique et est dans la région climatique  Aquitaine, Gascogne, caractérisée par une pluviométrie abondante au printemps, modérée en automne, un faible ensoleillement au printemps, un été chaud (19,5 °C), des vents faibles, des brouillards fréquents en automne et en hiver et des orages fréquents en été (15 à 20 jours).
Pour la période 1971-2000, la température annuelle moyenne est de 13 °C, avec une amplitude thermique annuelle de 14,3 °C. Le cumul annuel moyen de précipitations est de 967 mm, avec 12,3 jours de précipitations en janvier et 7,2 jours en juillet. Pour la période 1991-2020, la température moyenne annuelle observée sur la station météorologique la plus proche, située sur la commune de Cadaujac à 13 km à vol d'oiseau, est de 13,8 °C et le cumul annuel moyen de précipitations est de 918,3 mm,. Pour l'avenir, les paramètres climatiques de la commune estimés pour 2050 selon différents scénarios d'émission de gaz à effet de serre sont consultables sur un site dédié publié par Météo-France en novembre 2022.

## Urbanisme

### Typologie
Au 1er janvier 2024, Saucats est catégorisée bourg rural, selon la nouvelle grille communale de densité à sept niveaux définie par l'Insee en 2022.
Elle appartient à l'unité urbaine de Saucats, une unité urbaine monocommunale constituant une ville isolée,. Par ailleurs la commune fait partie de l'aire d'attraction de Bordeaux, dont elle est une commune de la couronne,. Cette aire, qui regroupe 275 communes, est catégorisée dans les aires de 700 000 habitants ou plus (hors Paris),.

### Occupation des sols

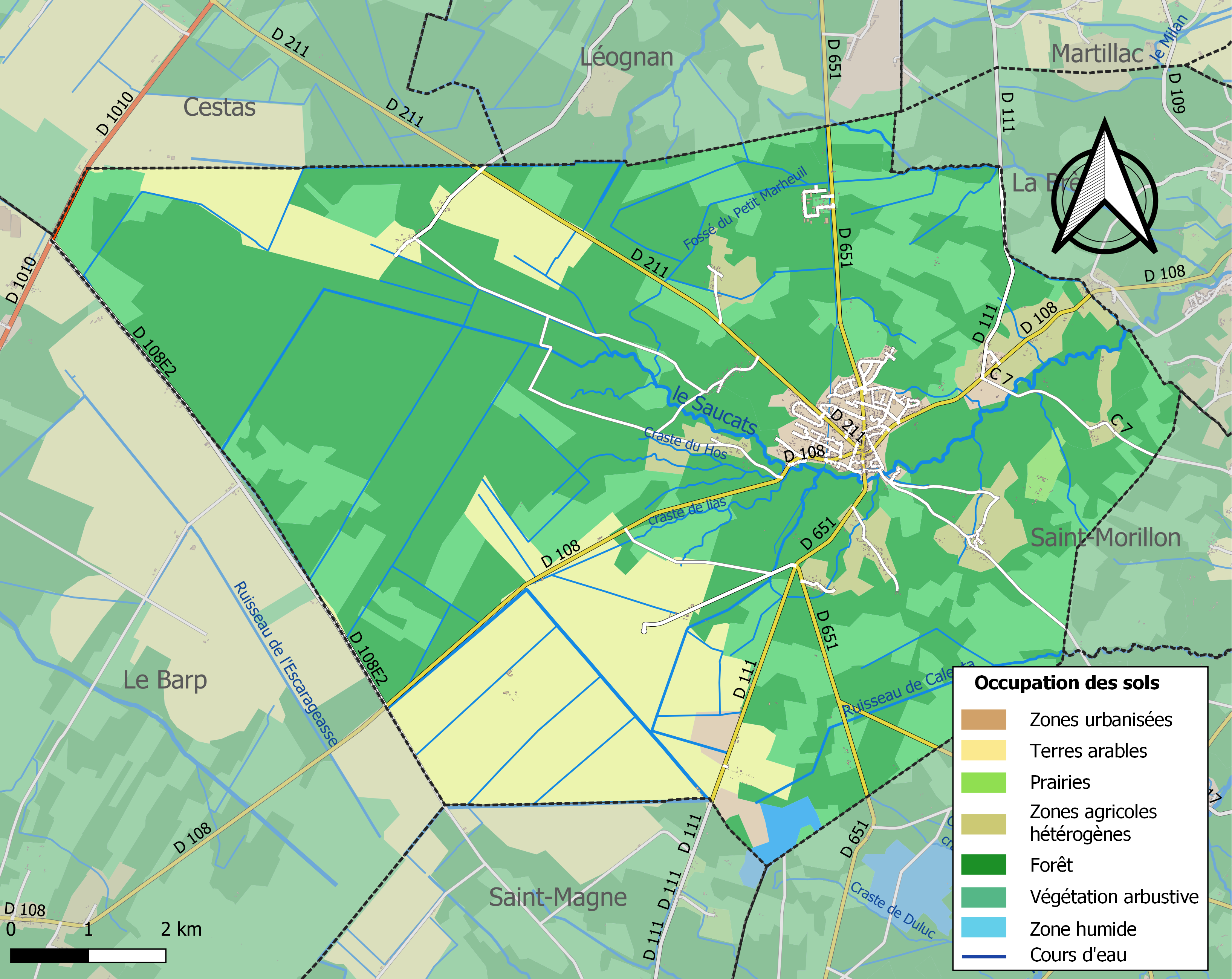
Carte des infrastructures et de l'occupation des sols de la commune en 2018 (CLC).

L'occupation des sols de la commune, telle qu'elle ressort de la base de données européenne d’occupation biophysique des sols Corine Land Cover (CLC), est marquée par l'importance des forêts et milieux semi-naturels (73,8 % en 2018), en diminution par rapport à 1990 (77,1 %). La répartition détaillée en 2018 est la suivante : 
forêts (53 %), milieux à végétation arbustive et/ou herbacée (20,8 %), terres arables (18,3 %), zones agricoles hétérogènes (4,2 %), zones urbanisées (2,4 %), zones industrielles ou commerciales et réseaux de communication (0,4 %), eaux continentales (0,4 %), mines, décharges et chantiers (0,3 %), prairies (0,3 %). L'évolution de l’occupation des sols de la commune et de ses infrastructures peut être observée sur les différentes représentations cartographiques du territoire : la carte de Cassini (XVIIIe siècle), la carte d'état-major (1820-1866) et les cartes ou photos aériennes de l'IGN pour la période actuelle (1950 à aujourd'hui).

### Risques majeurs
Le territoire de la commune de Saucats est vulnérable à différents aléas naturels : météorologiques (tempête, orage, neige, grand froid, canicule ou sécheresse), feux de forêts et séisme (sismicité très faible). Un site publié par le BRGM permet d'évaluer simplement et rapidement les risques d'un bien localisé soit par son adresse soit par le numéro de sa parcelle.
Saucats est exposée au risque de feu de forêt. Depuis le 20 avril 2016, les départements de la Gironde, des Landes et de Lot-et-Garonne disposent d’un règlement interdépartemental de protection de la forêt contre les incendies. Ce règlement vise à mieux prévenir les incendies de forêt, à faciliter les interventions des services et à limiter les conséquences, que ce soit par le débroussaillement, la limitation de l’apport du feu ou la réglementation des activités en forêt. Il définit en particulier cinq niveaux de vigilance croissants auxquels sont associés différentes mesures,.

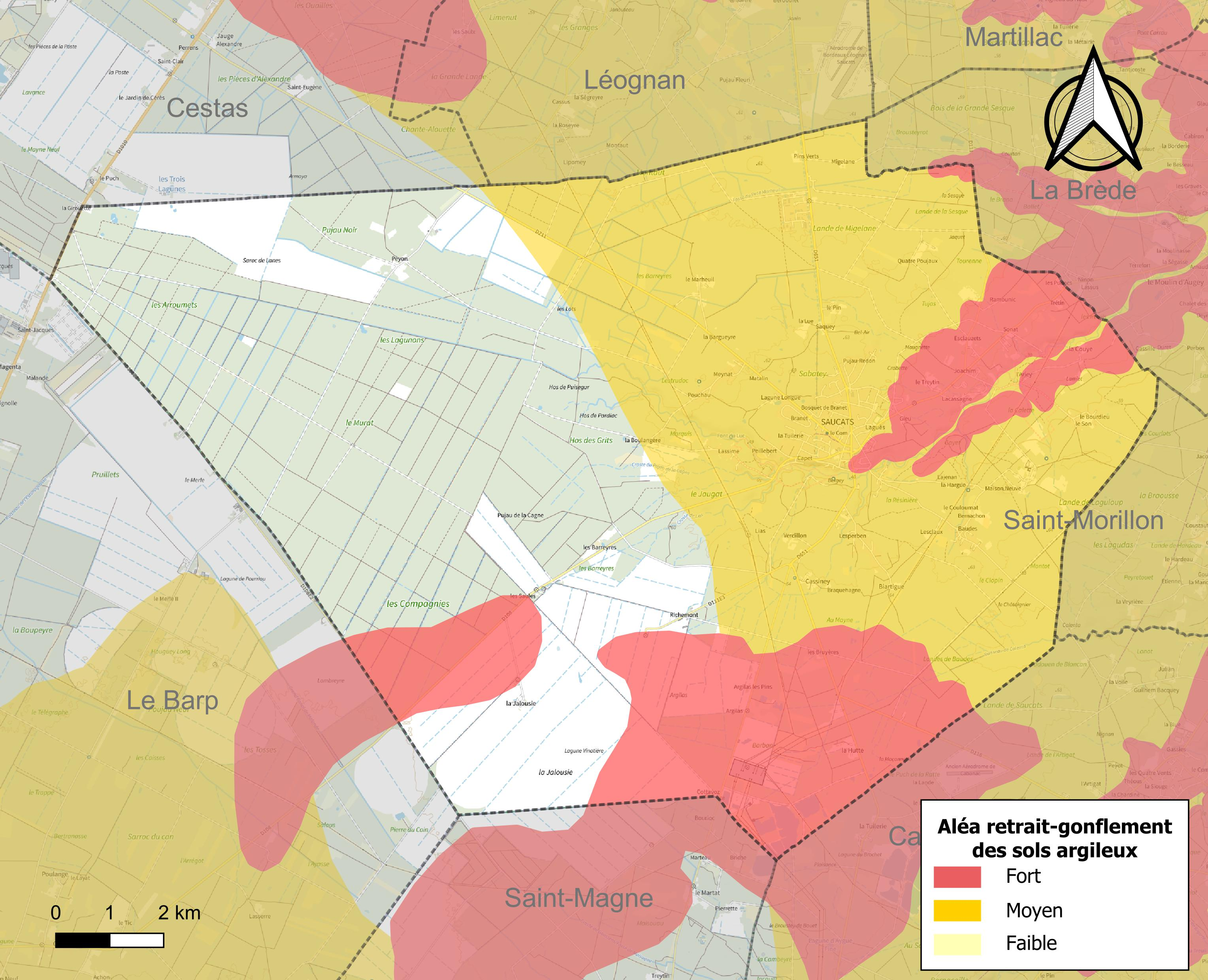
Carte des zones d'aléa retrait-gonflement des sols argileux de Saucats.

Le retrait-gonflement des sols argileux est susceptible d'engendrer des dommages importants aux bâtiments en cas d’alternance de périodes de sécheresse et de pluie. 57,5 % de la superficie communale est en aléa moyen ou fort (67,4 % au niveau départemental et 48,5 % au niveau national). Sur les 1 181 bâtiments dénombrés sur la commune en 2019, 1 141 sont en aléa moyen ou fort, soit 97 %, à comparer aux 84 % au niveau départemental et 54 % au niveau national. Une cartographie de l'exposition du territoire national au retrait gonflement des sols argileux est disponible sur le site du BRGM,.
La commune a été reconnue en état de catastrophe naturelle au titre des dommages causés par les inondations et coulées de boue survenues en 1982, 1990, 1999, 2009 et 2020, par la sécheresse en 2003, 2005 et 2017 et par des mouvements de terrain en 1999.

## Toponymie
Le nom de la commune proviendrait du substantif gascon sahuc qui signifie « sureau ».
Le nom gascon de la commune est identique.

## Histoire
Pour l'état de la commune au XVIIIe siècle, voir l'ouvrage de Jacques Baurein.
À la Révolution, la paroisse Saint-Pierre de Saucats forme la commune de Saucats.
Le 14 juillet 1944 au matin, après avoir été renseignés par un collaborateur français proche de la Milice, les troupes nazies épaulées par des hommes de la Milice attaquent, au sud-ouest du village, la ferme de Richemont qui abrite un groupe d'une vingtaine de résistants âgés de 17 à 23 ans. Quelques-uns parviendront à s'échapper mais douze d'entre eux seront tués sur place et un treizième fusillé quelques jours plus tard au Camp de Souge. Neuf de ces jeunes hommes étudiaient ou avaient fait leurs études au lycée Michel-Montaigne de Bordeaux. Malgré leur défense acharnée, ils tombent sous les balles de leurs agresseurs qui vont jusqu'à recourir à de l'artillerie lourde à bout portant (tir tendu). Une stèle de 35 mètres de haut a été érigée et un portail construit à partir de vestiges de la ferme, porte cette inscription :
« Le 14 juillet 1944, en ce lieu même dans la ferme de Richemont où ils avaient constitué une école de cadres au service de la Résistance française, 13 jeunes hommes appartenant à l'élite intellectuelle de la nation tombèrent sous les balles ennemies après 3 heures d'un combat héroïque et inégal. C'est pour rappeler leur sacrifice et celui de tous ceux qui sont tombés pour la même cause que ce mémorial a été élevé. »
En 1949, la commune est confrontée, à l'instar des communes environnantes, à un incendie de la forêt des Landes au bilan catastrophique de plus de 80 morts au rang desquels se trouva, entre autres, le maire de la commune de l'époque, Roger Giraudeau.

## Politique et administration

### Rattachements administratifs et électoraux
Saucats appartient à l'arrondissement de Bordeaux et au canton de La Brède depuis sa création. Le redécoupage cantonal de 2014 entré en vigueur à l'occasion des élections départementales de 2015, n'a pas modifié sa composition.
Pour l'élection des députés, la commune fait partie de la neuvième circonscription de la Gironde, représentée depuis 2017 par Sophie Mette (MoDem).

### Intercommunalité
Depuis le 7 décembre 2001, Saucats appartient à la communauté de communes de Montesquieu.

### Administration municipale
Le nombre d'habitants au dernier recensement étant compris entre 2 500 et 3 499, le nombre de membres du conseil municipal est de vingt-trois.

### Liste des maires
| Période                                  | Période           | Identité         | Étiquette      | Qualité                                                                                    |
| ---------------------------------------- | ----------------- | ---------------- | -------------- | ------------------------------------------------------------------------------------------ |
| ?                                        | août 1949 (décès) | Roger Giraudeau  |                |                                                                                            |
| août 1949                                | juin 1995         | Hubert Lagoueyte | CNI            | Industriel du bois, maire honoraire Conseiller général du canton de La Brède (1961 → 1998) |
| juin 1995                                | mars 2001         | Yvette Garcia    | DVD            |                                                                                            |
| mars 2001                                | mars 2014         | Bernard Darriet  | PS             |                                                                                            |
| mars 2014                                | 8/12/2023         | Bruno Clément    | PS             | Cadre                                                                                      |
| 8/12/2023                                | En cours          | Mélanie Tichané  | Sans étiquette | Directrice                                                                                 |
| Les données manquantes sont à compléter. |                   |                  |                |                                                                                            |

## Population et société
Les habitants sont appelés les Saucatais.

### Démographie
| 1793 | 1800 | 1806 | 1821 | 1831 | 1836 | 1841 | 1846 | 1851 |
| ---- | ---- | ---- | ---- | ---- | ---- | ---- | ---- | ---- |
| 650  | 581  | 665  | 731  | 787  | 783  | 841  | 851  | 877  |

| 1856 | 1861 | 1866 | 1872 | 1876 | 1881 | 1886 | 1891 | 1896 |
| ---- | ---- | ---- | ---- | ---- | ---- | ---- | ---- | ---- |
| 917  | 935  | 927  | 925  | 945  | 887  | 869  | 833  | 854  |

| 1901 | 1906 | 1911 | 1921 | 1926 | 1931 | 1936 | 1946 | 1954 |
| ---- | ---- | ---- | ---- | ---- | ---- | ---- | ---- | ---- |
| 808  | 836  | 798  | 667  | 699  | 663  | 591  | 550  | 560  |

| 1962 | 1968 | 1975 | 1982  | 1990  | 1999  | 2005  | 2006  | 2010  |
| ---- | ---- | ---- | ----- | ----- | ----- | ----- | ----- | ----- |
| 550  | 578  | 709  | 1 054 | 1 514 | 1 655 | 1 961 | 1 974 | 2 136 |

| 2015  | 2020  | 2022  | - | - | - | - | - | - |
| ----- | ----- | ----- | - | - | - | - | - | - |
| 2 827 | 3 355 | 3 446 | - | - | - | - | - | - |

| selon la population municipale des années : | 1968 | 1975 | 1982 | 1990 | 1999 | 2006 | 2009 | 2013 |
| Rang de la commune dans le département      | 251  | 214  | 177  | 131  | 126  | 116  | 114  | 103  |
| Nombre de communes du département           | 548  | 543  | 543  | 542  | 542  | 542  | 542  | 542  |

### Enseignement
Les écoliers vont à l'école élémentaire de Saucats.
Pour les collégiens, le collège de secteur est le Collège Montesquieu de la Brède et pour les lycéens le Lycée général et technologique du Barp.

### Manifestations culturelles et festivités
- La Course sur route (ou les 10 km de Saucats) : course organisée chaque année en hiver par l'association sportive USCS, accueillant de nombreux sportifs venus de la Gironde entière.
- Fête des Plantes : créée en 2003, la Fête des Plantes de Saucats est organisée chaque année, le premier dimanche du mois de mai, par l'association Le Sambucus. Professionnels et amateurs passionnés de jardinage et de plantes se donnent rendez-vous pour présenter leurs produits, échanger des variétés, discuter technique. Cette fête attire chaque année de plus en plus de visiteurs, parfois venant des départements voisins.
- Fête de la Musique : les artistes et groupes de musique de Saucats et des villages avoisinants ont l'occasion de se produire sur plusieurs scènes réparties dans le centre du village, notamment au théâtre de verdure. Au programme tous les ans aussi : prestation des élèves de l'école de musique en l'église Saint-Pierre.

- Fête de la Saint-Pierre (ou Fête Locale) : organisée par le comité des Fêtes du village tous les ans, le dernier week-end de juin. Outre la fête foraine et ses manèges, sont au programme chaque année :
  - Vendredi soir : Grand loto estival d'ouverture de la fête,
  - Samedi soir : Grande soirée à thème (sur un thème précis),
  - Dimanche toute la journée : Vide-grenier ouvert à tous/tes,
  - Dimanche soir : Feu d'artifice de clôture.

- Bal populaire du 13 juillet.
- Observations astronomiques gratuites et ouvertes au public (deux à trois fois par mois) et nuits des étoiles tout l'été au mémorial de la Ferme de Richemont, par l'association « Astronomie Gironde 33 », le ciel nocturne du Mémorial bénéficiant de l'absence de tout éclairage public.

## Sports
- Aérodrome de Bordeaux - Léognan - Saucats : Pratique du vol à voile et du vol moteur, ainsi que de l'hélicoptère et de l'ULM, modélisme aérien.
- Saucadanse
- Football
- USCS - Tennis, Athlétisme et Piscine
- Yoga
- Randonnée

## Patrimoine

### Lieux et monuments

Mémorial de la Ferme de Richemont

- L'église paroissiale Saint-Pierre, d'origine romane, a été abondamment remodelée au XIXe siècle en style néo-gothique avec l'ajout d'un transept lui donnant une forme de croix latine, ainsi que d'une vertigineuse flèche de clocher[41].
- Mémorial de la ferme de Richemont : Saucats a connu un événement tragique concernant la Résistance locale lors de la Seconde Guerre mondiale ; le mémorial (érigé en 1953) témoigne de la bravoure de 13 jeunes étudiants, morts héroïquement pour la France, le 14 juillet 1944. Une plaque commémorative a également été apposée sur la façade du Lycée Michel-Montaigne à Bordeaux[26].

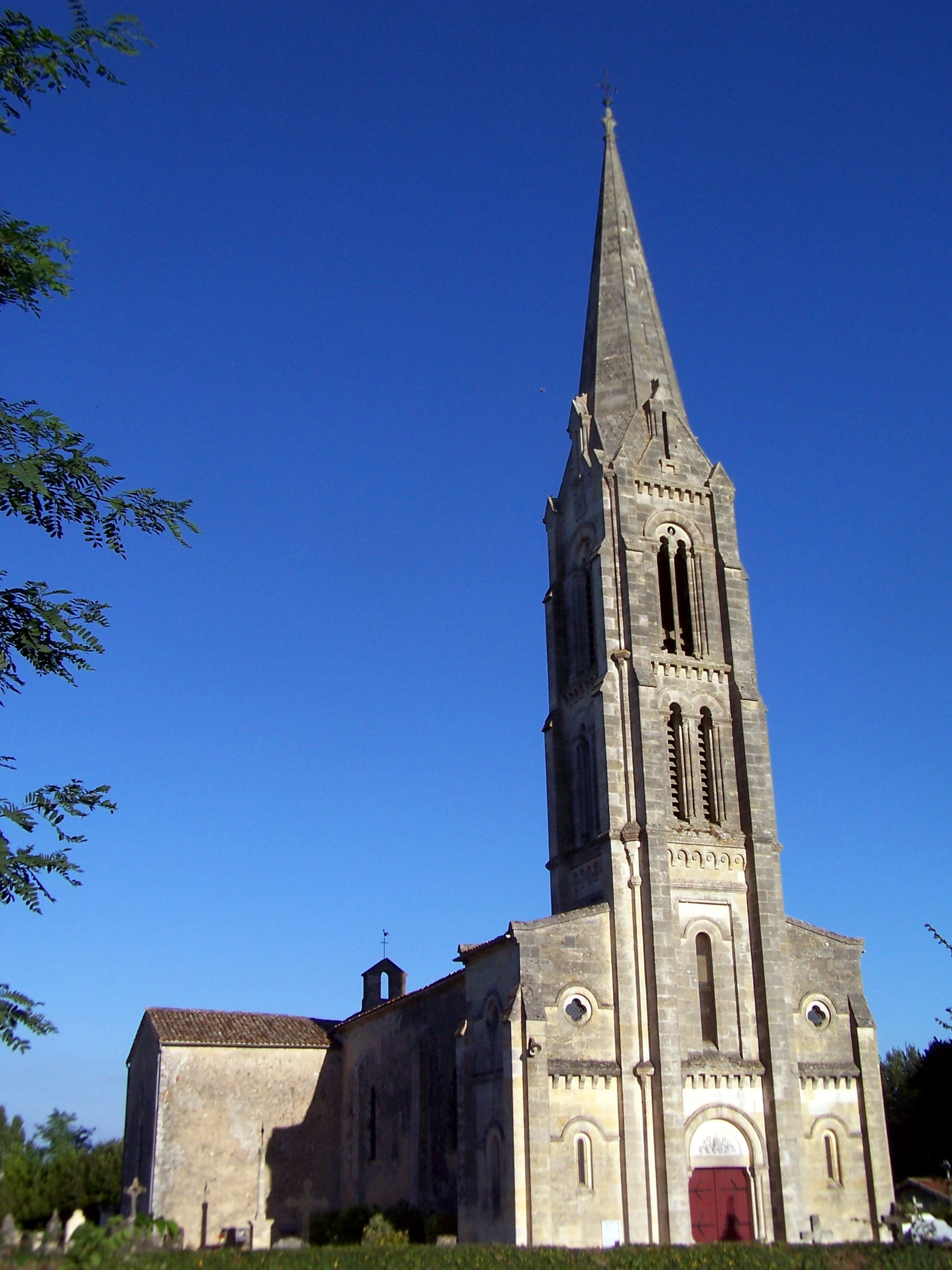
L'église Saint-Pierre (août 2015)
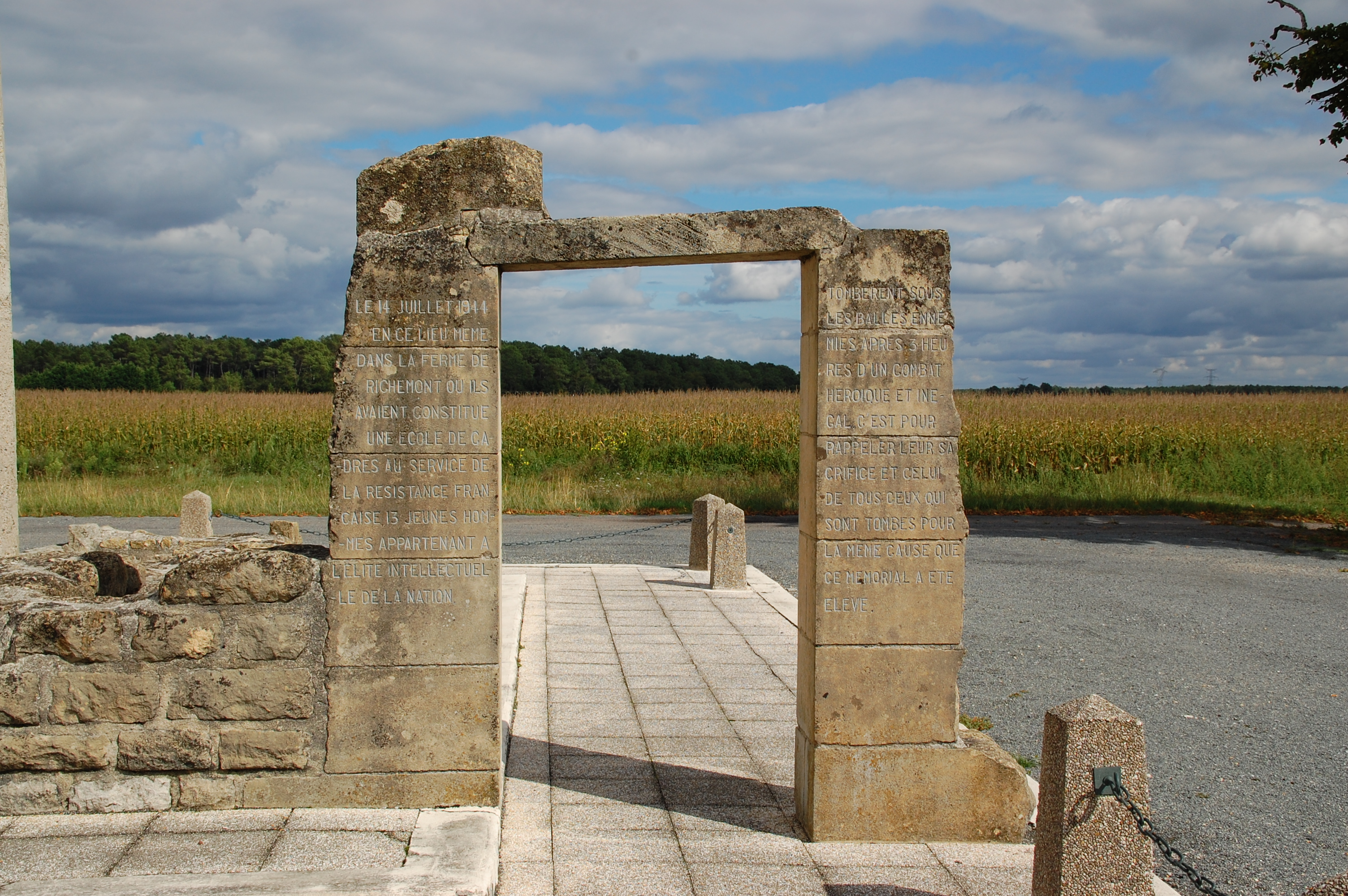
Mémorial de la ferme de Richemont
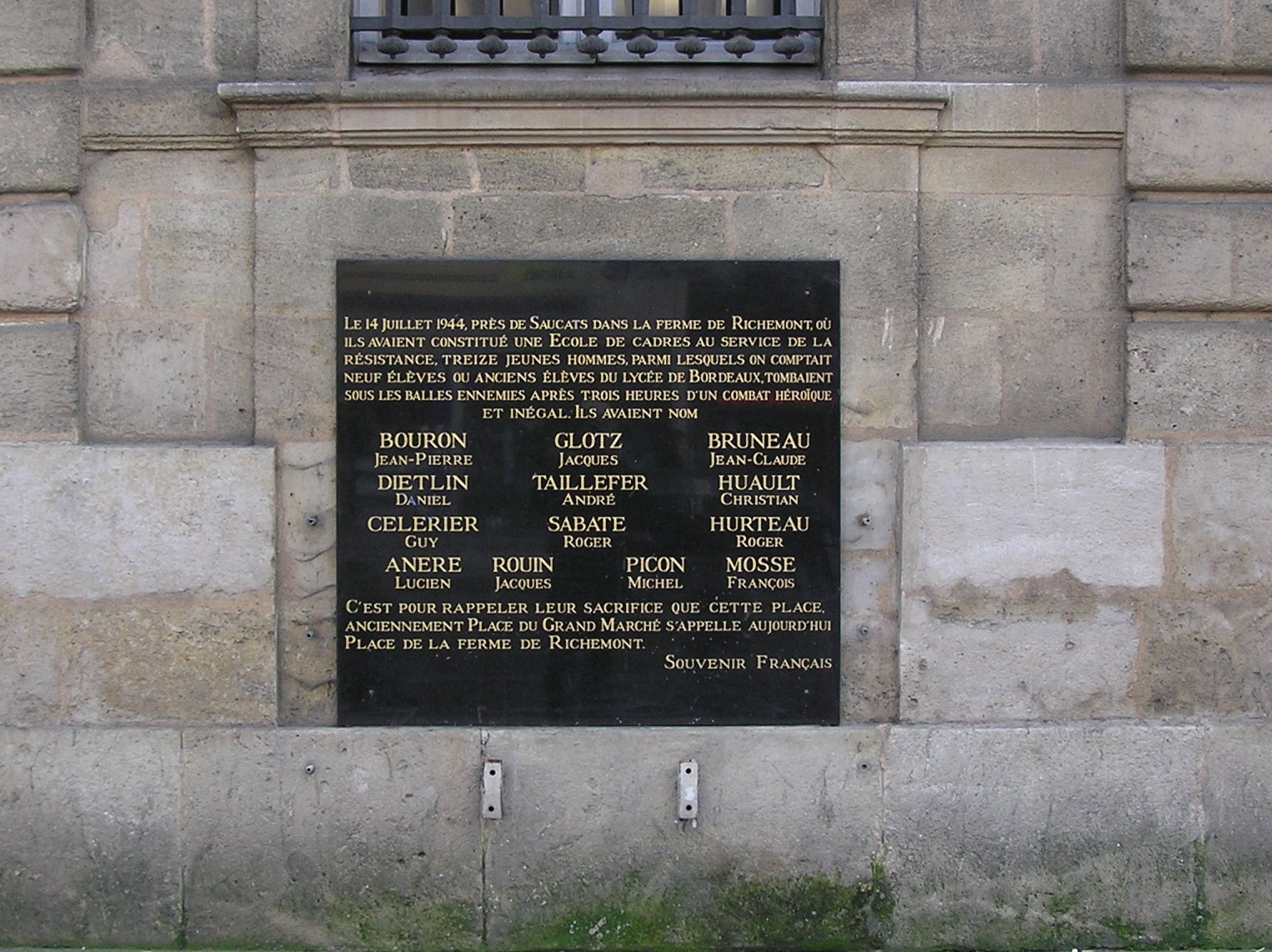
Plaque commémorative sur la façade du lycée Montaigne, à Bordeaux
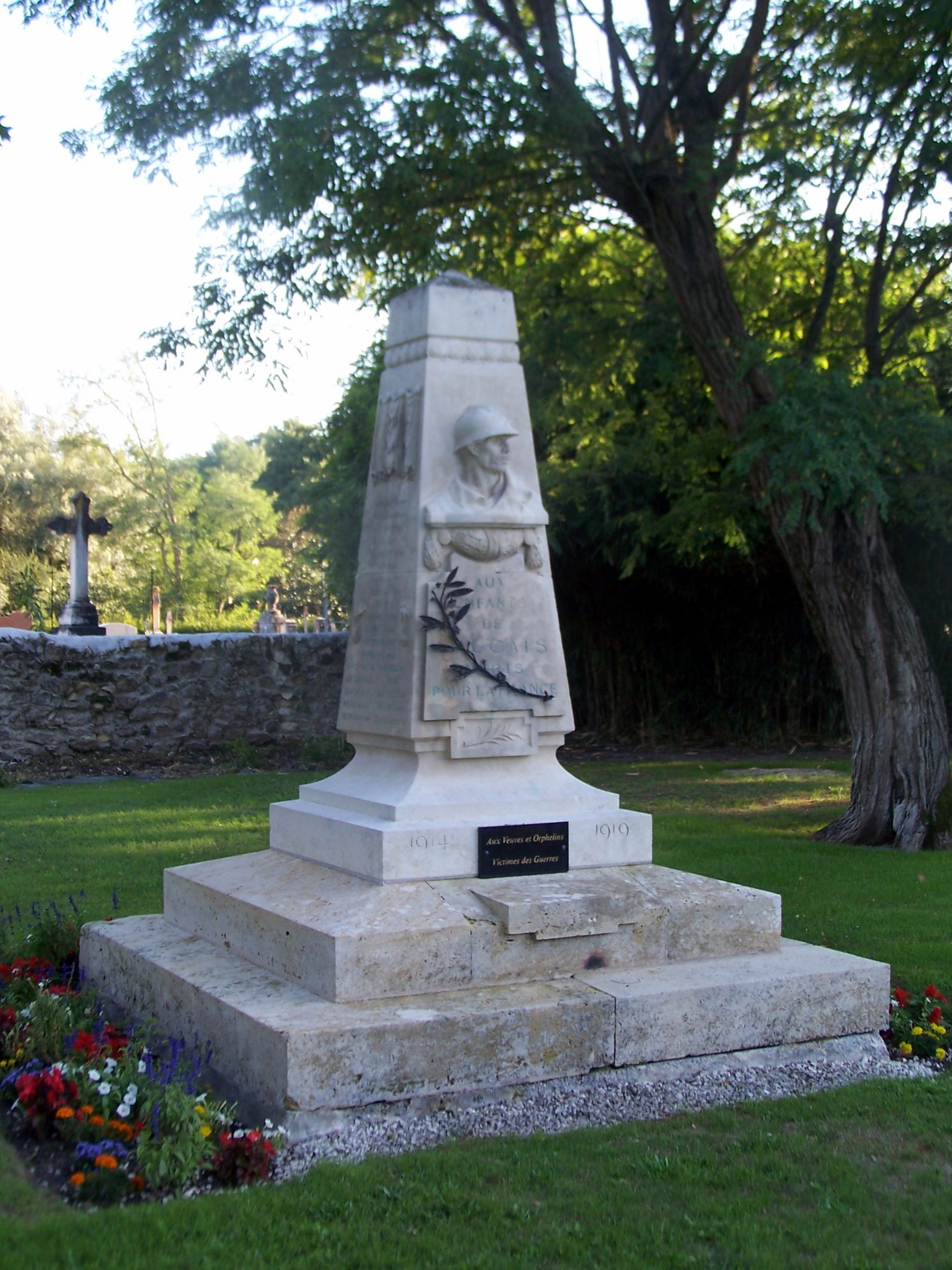
Monument aux morts à proximité de la mairie (août 2015)

### Patrimoine culturel
- Réserve géologique de Saucats et la Brède[42].

### Pèlerinage de Compostelle
La via Turonensis traverse le territoire de la commune et passe notamment par le hameau de Peyon.

### Personnalités liées à la commune
- Le cimetière communal abrite la tombe du vicomte Joseph-Henri-Joachim Lainé (1768-1835), avocat et homme politique, ministre de l'Intérieur (1816-1818), académicien.
- Hubert de Lapparent (1919-2021), acteur, inhumé au cimetière communal